# (27557) 2000 JP55
(27557) 2000 JP55 est un objet de la ceinture principale d'astéroïdes extérieure de 11,356 km de diamètre découvert en 2000.

## Description
(27557) 2000 JP55 a été découvert le 6 mai 2000 à l'observatoire Magdalena Ridge, situé dans le comté de Socorro, au Nouveau-Mexique (États-Unis), par le projet Lincoln Near-Earth Asteroid Research (LINEAR).

### Caractéristiques orbitales
L'orbite de cet astéroïde est caractérisée par un demi-grand axe de 3,22 UA, un périhélie de 2,86 UA, une excentricité de 0,11 et une inclinaison de 6,22° par rapport à l'écliptique. Du fait de ces caractéristiques, à savoir un demi-grand axe entre 3,2 et 4,6 UA, il est classé, selon la JPL Small-Body Database, comme objet de la ceinture principale d'astéroïdes extérieure.

### Caractéristiques physiques
(27557) 2000 JP55 a une magnitude absolue (H) de 13,1 et un albédo estimé à 0,095, ce qui permet de calculer un diamètre de 11,356 km. Ces résultats ont été obtenus grâce aux observations du Wide-Field Infrared Survey Explorer (WISE), un télescope spatial américain mis en orbite en 2009 et observant l'ensemble du ciel dans l'infrarouge, et publiés en 2011 dans un article présentant les premiers résultats concernant les astéroïdes de la ceinture principale.